# FBI10大最重要指名手配

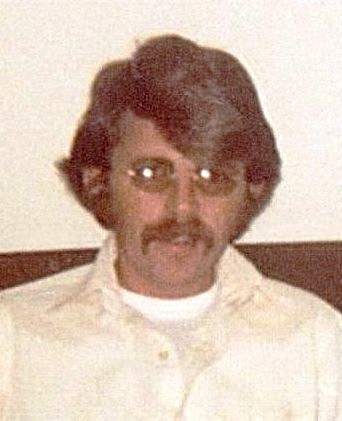
指名手配リストに掲載された一人であるレスリー・イプセン・ロゲ。彼は1996年5月19日、手配リストの内で、インターネットの力により逮捕された最初の人物となった。

FBI10大最重要指名手配（FBIじゅうだいさいじゅうようしめいてはい、英: FBI Ten Most Wanted Fugitives）とは、アメリカ合衆国の連邦捜査局（FBI）によって選定される指名手配リストである。元々は1949年後半にFBIの生みの親であるジョン・エドガー・フーヴァー等が危険人物たちを効率よく逮捕する方法を考える内に編み出されたもので、1950年3月14日に最初のリストが作成され、肯定的な評価を得たため以降も続けられることとなった。
リストに掲載される指名手配犯については、まず全米に56か所存在するFBIの地方支局より、指名手配犯の候補者リストがFBI本部の犯罪捜査部に提出される。候補者リストの提出を受けた犯罪捜査部の特別捜査官及び広報局が審査を行い、幹部会議の了承を経て決定される。
指名手配犯が逮捕、もしくは死亡した場合か告訴が取り下げられた時には、その人物はリストから削除され、FBIによって選別された新しい人物が追加される。例外的に「もはや危険とはみなされない」との理由により、逮捕されていないにもかかわらず、リストから削除された例も複数件ある（最近の例として、2016年5月にグレン・スチュアート・ゴドウィン（Glen Stewart Godwin）が「逃亡から時間が経過しすぎて、リストに掲載する意味がない」との理由で削除された）。また非常に危険な人物が現れた場合には、11人目が追加されることもある。
アメリカ合衆国では、郵便局のような公共機関でもポスターが掲示されている。容疑者には10万ドル以上の多額の報奨金が掛けられる。
2013年6月17日、ウォルター・リー・ウィリアムズ（Walter Lee Williams）で手配リストに載った容疑者はちょうど500人目となった。2020年2月までに523名がリストに載り、うち約93％にあたる488名が逮捕または死亡確認されている。

## 2024年2月時点でのリスト
報奨金はラファエル・カロ・キンテロが2000万ドル、Jose Rodolfo Villarreal-Hernandezが100万ドル、ジェイソン・デレク・ブラウンが20万ドル、残りが10万ドルである 。
| 写真 | 氏名                                         | リスト掲載日   | 手配 ナンバー | 概要 |
| ---- | -------------------------------------------- | -------------- | ------------- | --- |
|      | アレクシス・フローレス                       | 2007年6月2日   | 487           | アレクシス・フローレスは2000年7月29日にペンシルベニア州フィラデルフィアで5歳の少女を誘拐、レイプし殺害した罪に問われている。当初は犯人不明であったが、2005年に彼が万引き及び不法滞在の罪でホンジュラスに送還された後の2007年、フローレスのDNAと現場に残されていたDNAとが一致、フローレスは指名手配された |
|      | バドレシュクマール・チェタンバイ・パテル     | 2017年4月18日  | 514           | インド国籍のパテル容疑者は、2015年4月12日にメリーランド州ハノーバーのドーナツ店で妻を刺殺したとされる。最後にパテルが目撃されたのはニューアーク・ペンシルバニア駅行きのシャトルバスに乗っているところだった。当局によると、彼はカナダ、ジョージア州、イリノイ州、インド、ケンタッキー州、ニュージャージー州とのつながりがあるという。 |
|      | ALEJANDRO ROSALES CASTILLO                   | 2017年10月24日 | 516           | アレハンドロ・カスティーヨは2016年8月にノースカロライナ州シャーロットで職場の同僚であった23歳の女性を殺害し、遺体を谷底に遺棄した容疑に問われている。カスティーヨは被害者に借金を負っており、金を返済すると偽って被害者を呼び出した上、共犯者のブレント・コック（Brent Koeck）と共に襲ったと見られている。また、カスティーヨとコックは殺害後に被害者の口座から現金を引き出した。2名は事件後にメキシコとの国境を越えたことが確認されており、コックは同年10月にメキシコ当局に逮捕されたがカスティーヨは依然逃亡している。 |
|      | ARNOLDO JIMENEZ                              | 2019年5月8日   | 522           | ヒメネスは2012年5月12日に妻を殺害した容疑で指名手配されている。ヒメネスは結婚式の数時間後に妻を刺殺した疑いがある。彼女の遺体はイリノイ州バーバンクにある妻のアパートの浴槽内で発見された。 |
|      | ユラン・アドネイ・アルカガ・カリアス         | 2021年11月3日  | 526           | アーガガ・カリアスはニューヨーク州南部地区で恐喝陰謀、コカイン輸入陰謀、機関銃所持と所持の共謀の罪で連邦政府に起訴されている。アルカガ・カリアスはホンジュラス全土のMS-13のリーダーとされ、ホンジュラスにおけるMS-13の犯罪活動を統制し、中米と米国のMS-13企業に銃器、麻薬、現金などの支援と資源を提供したとされている。アルカガ・カリアスはまた、ホンジュラスを経由して米国に数トンのコカインを支援し、ライバルギャングのメンバーやMS-13関係者の殺害を命令し、それに参加したとされている。彼の逮捕につながる情報に対する報奨金は、2023年2月8日に 500万ドルに増額された。 |
|      | RAFAEL CARO-QUINTERO (逮捕済み)              | 2018年4月12日  | 518           | ラファエル・カロ・キンテロは1985年2月7日にメキシコのハリスコ州グアダラハラで、米国麻薬取締局（DEA）の特別捜査官、キキ・カマレナを拉致・拷問した上に殺害した容疑に問われている。カロは1970年代後半から1980年代前半に掛けて、メキシコからアメリカへのヘロイン・コカイン・マリファナの主要な供給者の一人であり、麻薬カルテルであるグアダラハラ・カルテルの最高幹部の一人であった。1984年にメキシコ当局とDEAとの共同作戦でグアダラハラ・カルテルの所有する大規模なマリファナ農場が破壊され、その報復としてカロは作戦を主導したカマレナの拉致・拷問・殺害を命じたとされる。カロはまた、元アメリカ海兵隊でありジャーナリストでもあったジョン・クレイ・ウォーカーと歯学部の学生であったAlbert Radelatに対する殺人事件への関与も疑われている。事件後カロは逮捕され、メキシコにて懲役40年を宣告され収監された。彼の逮捕後にグアダラハラ・カルテルは分裂し、ティフアナ・カルテル、フアレス・カルテル、そして後にエル・チャポの名で知られるホアキン・グスマンが掌握するシナロア・カルテルに分かれた。カロは2013年に刑期満了まで12年を残して釈放され、このことに対しアメリカ当局は激怒、直ちに抗議しカロを指名手配した。また、カロ自身は釈放後のインタビューで否定しているものの、グスマンなどグアダラハラ・カルテルの元構成員が多く在籍するシナロア・カルテルで2013年以降重要な役割を担っているとされる。カロはシナロア州バディラグアト、グアダラハラ、またコスタリカと繋がりを有している。カロに対する報奨金は2000万ドルであり、歴代の10大指名手配犯の中でも非常に高い部類に入る。 |
|      | ルジャ・イグナトバ                           | 2022年6月30日  | 527           | イグナトワは、ワンコインと呼ばれる大規模詐欺計画のリーダーである疑いで指名手配されている。彼女は2017年10月にギリシャのアテネで最後に目撃されており、彼女の出身地であるブルガリアとドイツとのつながりがある。 |
|      | EUGENE PALMER                                | 2019年5月28日  | 523           | パーマーは2012年9月24日におけるニューヨーク州ストーニーポイントでの義理の娘の殺人容疑で指名手配されている。 |
|      | JOSE RODOLFO VILLARREAL-HERNANDEZ (逮捕済み) | 2020年10月13日 | 524           | ビジャレアル＝エルナンデスはテキサス州サウスレイクで男性1人を追跡・殺害した容疑で指名手配されている。 |
|      | OCTAVIANO JUAREZ-CORRO                       | 2021年9月8日   | 525           | フアレス＝コロは2006年5月、ウィスコンシン州ミルウォーキーの公園で発砲により2人を殺害、3人を負傷させた容疑で指名手配されている。 |

## 過去の主要なリスト
手配No.456 Osama Bin Laden 1999年6月7日 - 2011年5月2日（死亡）報奨金2700万ドル
ウサーマ・ビン・ラーディンは1998年8月7日に起きたタンザニア及びケニア両国でのアメリカ大使館爆破事件、2000年10月12日に起きた米艦コール襲撃事件に関する容疑で指名手配されていた（2001年9月11日のアメリカ同時多発テロは直接の手配容疑にはなっていない）。ビン・ラーディンは世界的な反米、イスラム原理主義のテロ組織アルカーイダのリーダーであるとされ、世界各地でのテロ計画を主導したとされる。手配書によると左利きであり、杖を使って歩くとされる。
手配No.458 James Joseph Bulger 1999年8月19日 - 2011年6月22日（逮捕）報奨金200万ドル
ジェームズ・ジョセフ・バルジャーは19件の殺人、資金洗浄、犯罪組織の組閣等の容疑で指名手配されていた。主にマサチューセッツ州ボストンを拠点に活動していて、他のマフィアに関する情報をFBIに提供していたが、同時にFBI内部に内通者がおりそれを利用して70年代から80年代にかけ多数の犯罪を行っていた。バルジャーは暴力的な気性で知られ、常に武器を携帯していたとされる。
手配No.454 Eric Rudolph 1998年5月5日 - 2003年5月31日（逮捕）報奨金100万ドル
エリック・ルドルフは1996年から1998年にかけ、米国内での爆発物による公共機関への攻撃の罪で指名手配されていた。1996年7月27日に発生したアトランタオリンピックでの爆破テロ事件、またアラバマ州バーミングハムの中絶クリニックへの爆破テロ、及び同性愛者のナイトクラブへの攻撃により、3人が死亡し110人が負傷した。ルドルフはかつて白人至上主義や反ユダヤ主義、同性愛者への嫌悪を標榜する複数の団体に所属しており、そこで過激な思想を持つようになったと見られている。
手配No.494 Semion Mogilevich 2009年9月22日 - 2015年12月18日（削除）報奨金10万ドル
セミオン・モギレヴィッチは多額の金融詐欺、電子通信詐欺容疑で指名手配されていた。ユダヤ系ウクライナ人であり、東欧を拠点に広大な犯罪組織を指揮しているとして「最も強力なロシアンマフィア」であり「世界で最も危険なギャング」とFBIに記載されている。直接の容疑は1993年から1998年にかけてカナダで設立した架空の会社名義によって投資家から数百万ドルを集めた、というものであるが、それ以前からヨーロッパにおいて多額の金融詐欺を行っていた。そのあくどい商才から「聡明なドン」とロシア当局に呼ばれている。詐欺以外にも武器の密売や売春等にも彼の組織は関わっているとみられている。ロシア当局やその他各国警察の追跡にもかかわらず、現在も彼の主要な拠点はモスクワであると考えられている。未だ逮捕に至っていないが、「近年アメリカ国内での違法行為は認められていない」との理由により、2015年12月にリストから削除された。

## 架空の10大最重要指名手配犯
- THE BLACKLIST/ブラックリスト - ジェームズ・スペイダー演ずるレイモンド・“レッド”・レディントンは10大手配犯の一人、という設定。
- ハンニバル・レクター - 羊たちの沈黙で脱獄後、10大手配犯に選定された設定。